# Raión de Akhuryan
El raión de Akhuryan es uno de los cinco raiones que forman la provincia armenia de Shirak. Se encuentra en el centro de la provincia, con una población a fecha de 12 de octubre de 2011 de 41 546 habitantes.

## Historia
El distrito se fundó en 1937 bajo el nombre de raión de Duzkend. En 1945 fue renombrado como raión de Akhuryan.
Abolida en 1995 cuando Armenia cambió a una nueva división administrativa-territorial, convirtiéndose en parte del óblast de Shirak.

## División administrativa
El raión está formado por 28 localidades:
- Akhurik
- Akhuryan
- Arapi
- Arevik
- Aygabats
- Azatan
- Basen
- Bayandur
- Beniamin
- Getk
- Gharibjanyan
- Hatsik
- Hatsikavan
- Haykavan
- Hovit
- Hovuni
- Jajur
- Jajuravan
- Jrarat
- Kamo
- Kaps
- Karmrakar
- Karnut
- Keti
- Krashen
- Lernut
- Marmashen
- Mayisyan
- Mets Sariar
- Pokrashen
- Shirak
- Vahramaberd
- Voskehask
- Yerazgavors[1]